# Aceite Campo de Montiel
Aceite Campo de Montiel es una denominación de origen protegida para los aceites de oliva vírgenes extra que, reuniendo las características definidas en su reglamento, hayan cumplido con todos los requisitos exigidos en el mismo. 

## Zona de producción
La zona de producción de los aceites de oliva amparados por la Denominación de Origen Aceite Campo de Montiel está constituida por terrenos ubicados en 26 municipios de la provincia de Ciudad Real, cubre casi toda la histórica comarca del Campo de Montiel y algunos más del sur de la provincia.
En junio de 2010 recibió el reconocimiento de la Comisión Europea como denominación de origen incluyéndolo en la lista de productos agroalimentarios de calidad. La DOP Campo de Montiel, a la que están adscritos más de 8.000 agricultores de la zona y que cuenta con una superficie total de cultivo de más de 34.000 hectáreas, comenzó la tramitación de su inscripción en el registro de la UE en el año 2005, para lo que la Asociación para la Promoción del Aceite Campo de Montiel presentó un pliego de condiciones al que se ajustaban los aceites de oliva virgen extra elaborados en la zona de producción delimitada para tener derecho a esta denominación de origen.
La delimitación de la zona geográfica contenida en este pliego de condiciones comprende las localidades campomontieleñas de Albaladejo, Alcubillas, Alhambra, Almedina, Carrizosa, Castellar de Santiago, Cózar, Fuenllana, Membrilla, Montiel, Puebla del Principe, San Carlos del Valle, Santa Cruz de los Cáñamos, La Solana, Terrinches, Torre de Juan Abad, Torrenueva, Villahermosa, Villamanrique, Villanueva de la Fuente y Villanueva de los Infantes. Las poblaciones no pertenecientes al Campo de Montiel incluidas en la denominación de origen son: Santa Cruz de Mudela, Valdepeñas, Almuradiel, Viso del Marqués y San Lorenzo de Calatrava. 
El aceite acogido a esta marca de calidad debe tener una acidez máxima de 0,5 grados y un índice máximo de 15 en peróxidos.

## Enlaces
- D.O. Aceite Campo de Montiel

- Datos: Q5656322